# 撫牛子
撫牛子（ないじょうし）は、青森県弘前市の地名。郵便番号は036-8075。

## 地理
JR奥羽本線・青森県道260号石川百田線が縦貫し、青森県道41号弘前環状線が北部を横断し、青森県道128号松木平撫牛子停車場線の終点で、平川・土淵川に囲まれる。泉野・早稲田・田園と同様、住宅地であり、住宅分譲地でもある。北は津賀野、平川をはさんで北東は南津軽郡田舎館村豊蒔、東は田舎館村大袋、東南は境関、南西は堅田、西は神田、西北は大久保に接する。

### 小字
小字として橋本・宮本がある。

## 歴史

### 地名の由来
難読地名で、語源は不明である。撫牛子八幡宮と浪岡廣峰神社（祇園牛頭天王神社）は弘前城下の弘前八幡宮と最勝院から見てぴったり北東、艮（うしとら）の方角に位置しており（地元では、意図的な配置の可能性を指摘するものもある）、裏鬼門の未申（ひつじさる）側すぐそばにある最勝院には秘仏本尊の一つ「牛頭天王」（ごずてんのう）と縁の深い撫牛像を祀っていることから、撫牛（なでうし）に関連するものと考えられる。「ないじょうし」という読みは、「なでうし」が津軽方言の発音に合わせて変化した「ナンデ・ウシィ（・ッコ）」が元になったのではないかとされる。

### 沿革
- 1889年（明治22年） - 和徳村の一部。
- 1891年（明治24年） - 当時の記録では、人口740、戸数116、厩55、学校1、水車1であった。
- 1955年（昭和30年） - 弘前市の大字になる。

## 世帯数と人口
2017年（平成29年）6月1日現在の世帯数と人口は以下の通りである。
| 丁目・大字         | 世帯数  | 人口    |
| ------------------ | ------- | ------- |
| 撫牛子一丁目       | 180世帯 | 389人   |
| 撫牛子二丁目       | 219世帯 | 543人   |
| 撫牛子三丁目       | 337世帯 | 792人   |
| 撫牛子四丁目       | 28世帯  | 86人    |
| 撫牛子五丁目       | 61世帯  | 160人   |
| 撫牛子（小字全域） | 1世帯   | 1人     |
| 計                 | 826世帯 | 1,971人 |

## 交通
- 弘南バス
  - 撫牛子、豊蒔入口（弘前バスターミナル - 浪岡線、他）停留所。
- JR奥羽本線
  - 撫牛子駅

## 施設

### 教育
- 明誠保育園

### 商業
- ローソン撫牛子店
- 協同組合津軽エルピーガス保安センター
- セーフティ警備保障
- 対馬鉄砲火薬店
- 撫牛子軽運輸
- カネハル運輸
- 櫻庭石材店

### 工業
- 松山電設
- 開発技研弘前
- 福士自動車板金工場

### 農協
- JAつがる弘前和徳
- 和徳りんごセンター

### 消防
- 弘前市消防団和徳地区団第一分団消防屯所

### 交通
- JR撫牛子駅

### 公共
- 撫牛子集会所
- 土淵川西田緑地
- 撫牛子町会事務所

## 小・中学校の学区
市立小・中学校に通う場合、学区は以下の通りとなる。
| 町丁         | 番・番地 | 小学校             | 中学校             |
| ------------ | -------- | ------------------ | ------------------ |
| 撫牛子       | 全域     | 弘前市立城東小学校 | 弘前市立第一中学校 |
| 撫牛子一丁目 | 全域     | 弘前市立城東小学校 | 弘前市立第一中学校 |
| 撫牛子二丁目 | 全域     | 弘前市立城東小学校 | 弘前市立第一中学校 |
| 撫牛子三丁目 | 全域     | 弘前市立城東小学校 | 弘前市立第一中学校 |
| 撫牛子四丁目 | 全域     | 弘前市立城東小学校 | 弘前市立第一中学校 |
| 撫牛子五丁目 | 全域     | 弘前市立城東小学校 | 弘前市立第一中学校 |